# Demon van Laplace
De demon van Laplace is een gedachtenexperiment, beschreven door Pierre-Simon Laplace in 1814. Het idee is dat als iets of iemand, de demon, van elk atoom de precieze locatie en beweging kent en voldoende intelligent is, deze hieruit zowel de toekomst als het verleden volledig uit zal kunnen rekenen. Een onderliggende vraag is of het heelal causaal deterministisch is. Verder stelt het de vrije wil ter discussie.
Laplace ging uit van de klassieke mechanica. Na zijn dood hebben nieuwe theorieën zoals o.a. de kwantummechanica en de tweede wet van de thermodynamica de theorie ondermijnd maar is nog steeds onderwerp van discussie. Laplace gebruikte de term Demon overigens niet.

## Oorspronkelijke formulering
Binnen de filosofische visie van het determinisme beschreef Laplace de omgeving als volgt:

We kunnen de huidige toestand van het heelal beschouwen als het gevolg van het verleden en als de oorzaak van de toekomst. Als er een intelligentie zou zijn die, op een gegeven moment, alle krachten zou kennen die op de materie inwerken, alsook de exacte situatie van elk onderdeel van alle materie, dan zou deze alle bewegingen van de grootste hemellichamen tot het kleinste atoom kunnen omvatten, en zou er niets meer onzeker zijn voor deze intelligentie; het verleden net als de toekomst worden voor hem zichtbaar gemaakt.

Deze intelligentie waarvan Laplace sprak, werd later omschreven als de demon van Laplace, alhoewel hij dit zelf nooit zo formuleerde. Het waren zijn biografen die dit concept van een demon met bovennatuurlijke intelligentie beschreven.

## Tijdgenoten
Laplace was misschien wel de bekendste, maar niet de enige noch de eerste die dit idee verspreidde. Variaties ervan worden aangetroffen bij Pierre Louis de Maupertuis (1756), Ruđer Bošković (1763), Nicolas de Condorcet (1770), Paul Henri Thiry d'Holbach (1770) en Denis Diderot met als vermoedelijke gemeenschappelijke oorsprong de filosofie van Gottfried Wilhelm Leibniz (1702).

## Uitleg en onderliggende vraag
Laplace ging nog uit van de klassieke mechanica waarbij de natuurwetten causaal en ook omkeerbaar zijn. Oftewel de natuurwetten werken zowel vooruit als achteruit in de tijd op dezelfde manier. Wanneer de positie, snelheid en eigenschappen van alle atomen (of nog kleinere deeltjes) bekend zijn dan zou je daarmee zowel het verleden als de toekomst uit moeten kunnen rekenen.
De discussie over de (on)mogelijkheid van zo'n demon wordt deels gevoerd over de vraag of het althans in theorie mogelijk is om alle kennis over het heelal te bezitten en hier vervolgens berekeningen op uit te voeren. Ook wanneer men geen berekeningen over het hele universum zou willen doen maar slechts over een kleiner gesloten systeem zonder interactie met de buitenwereld is het nog steeds de vraag of alle benodigde kennis opgeslagen kan worden.
Na Laplace zijn nieuwe natuurwetten ontstaan die niet causaal en ook niet omkeerbaar zijn zoals o.a. de kwantummechanica en de thermodynamica. Hiermee zou je kunnen stellen dat zo'n demon niet kan bestaan. Ook niet in theorie. De diepere vraag is of de natuurwetten inderdaad deels door waarschijnlijkheid en toeval gestuurd worden of dat onderliggend toch causale wetten gelden die nog niet bekend zijn.
De demon kan worden gezien als een aanval op het principe van de vrije wil.

## Onmogelijkheid van de demon
Tal van wetenschappers hebben er een punt van gemaakt aan te tonen dat de demon van Laplace nooit kan bestaan. Sommigen doen dit op basis van filosofische overtuiging, andere meer wetenschappelijk.
- De kwantummechanica bracht een doorbraak in het denken rond de demon van Laplace, doordat aangetoond werd dat op subatomair niveau enkel gewerkt wordt met waarschijnlijkheden van plaats en snelheid. Het onzekerheidsprincipe van Heisenberg is hierbij een fundamenteel bezwaar tegen een mogelijke demon van Laplace.

- Andere wetenschappers gebruiken de tweede wet van de thermodynamica om de onmogelijkheid van de demon aan te tonen. Laplace ging nog uit van een reversibele mechanica, maar we weten intussen dat de thermodynamica d.m.v. entropie ervoor zorgt dat een afgesloten geheel zich irreversibel gedraagt.

- In 2008 gebruikte David Wolpert concepten uit het diagonaalbewijs van Cantor om de onmogelijkheid van de demon van Laplace aan te tonen. Hij komt hiermee ook in de buurt van de onvolledigheidsstelling van Gödel, omdat hij 2 demonen van Laplace uitspraken laat doen over elkaar, een techniek van zelfreferentie waarmee Gödel zijn stelling bewijst.

- De chaostheorie heeft laten zien dat niet-lineaire systemen naar de toekomst toe alleen dan deterministisch voorspelbaar zijn als de begintoestand tot in oneindige precisie bekend is. Dit is nooit het geval. Een en ander wordt vaak uitgedrukt in het vlinder-analogon. De minime luchtdrukverschillen voortgebracht door een vlinder die met zijn vleugels flapt kunnen in een niet-lineair systeem aangroeien tot een orkaan met vernietigende kracht die er anders niet geweest was.

- Toevallige wisselwerkingen tussen entiteiten kunnen tot gevolg hebben dat er nieuwe, emergente entiteiten ontstaan met eigenschappen die niet zijn te herleiden uit eigenschappen van hun oorspronkelijke entiteiten. Zo zijn de eigenschappen van een atoom niet te herleiden tot eigenschappen van de atoomkern en eigenschappen van elektronen alléén: er is een nieuwe theorie (Atoommodel van Bohr - het eerste grote succes van de Kwantummechanica) nodig om dit emergente verschijnsel te kunnen verklaren. In de loop der tijd ontstaan er telkens nieuwe emergente verschijnselen ( en navenant ook nieuwe natuurwetten) met eigenschappen die niet zijn terug te voeren op eigenschappen van hun samenstellende onderdelen.

## Demon als computer
De demon zou voorgesteld kunnen worden als een grote computer maar wanneer deze zou bestaan dan zou deze per definitie buiten ons universum gelokaliseerd moeten zijn, bv. in een andere dimensie. Want als de demon ook over zichzelf alles zou weten en kennen, zoals zijn eigen samenstelling, dan zou de complexiteit die hij beheerst groter zijn dan zichzelf wat natuurlijk niet kan (zie ook de Russellparadox).
Bovendien zou de demon dan kunnen voorspellen wat hij zelf of de gebruiker van deze computer gaat doen en daar bewust tegen in gaan. Opnieuw komen elementen van zelfreferentie ons te hulp om de demon van Laplace in onze bekende wereld uit te sluiten. Zo’n demon zou alleen betrouwbare uitspraken over het verleden kunnen doen en slechts schattingen over de toekomst.

### Grenzen aan de rekenkracht
Om nog meer het bestaan van de demon te ontkrachten, werden berekeningen gedaan naar de theoretisch maximale rekenkracht in het heelal. Men kwam uit op 10120 bits. Alles wat dit niveau van complexiteit overstijgt, kan nooit berekend zijn in de periode tussen de oerknal en nu.